# Gragnano Trebbiense
Gragnano Trebbiense (Gragnàn in dialetto piacentino) è un comune italiano di 4 550 abitanti della provincia di Piacenza in Emilia-Romagna.
È situato nella pianura Padana, tra il fiume Trebbia ad est e il torrente Luretta a ovest.

## Origini del nome
Il toponimo Gragnano deriva con buona probabilità dalla lingua latina, in particolare dall'aggettivo granianus che deriverebbe da Granius, nome di un possidente terriero di epoca romana i cui domini si estendevano in quello che sarebbe, poi, diventato il territorio gragnanese.
Altre ipotesi sull'origine del nome, associano il toponimo alla presenza di campi di grano che, come protetti da una benedizione, fornivano produzioni abbondanti e di ottima qualità che rendevano necessario costruire ogni anno granai più capienti dove riporre il raccolto: il nome Gragnano sarebbe, quindi, originato da grano e granai; secondo questa ipotesi sarebbe ascrivibile a questa motivazione anche la presenza di una spiga di grano all'interno dello stemma comunale.

## Storia
Il suo territorio, come i vicini comuni di Gossolengo, Gazzola, e Agazzano, vide la battaglia della Trebbia in cui, secondo il racconto dello storico romano Polibio, nel dicembre del 218 a.C. Annibale inflisse una pesante sconfitta al console romano Tiberio Sempronio Longo. L'esercito dei cartaginesi, accampato nei pressi di Tavernago, riuscì a bloccare la fanteria romana nell'alveo paludoso del torrente Luretta; la cavalleria numidica appoggiata dagli arcieri fece strage dei soldati romani di cui solo un terzo riuscì a trovare scampo sull'altra sponda del fiume Trebbia, la zona fu successivamente abitata dai romani.
Nell'889 sulle rive del Trebbia si scontrarono gli eserciti del Marchese del Friuli Berengario I e del Duca di Spoleto Guido II, entrambi pretendenti alla corona di re d'Italia: la battaglia vide la vittoria del secondo.
Nel medioevo il feudo di Gragnano fu governato dai Malaspina, dai Piccinini e poi dagli Scotti.

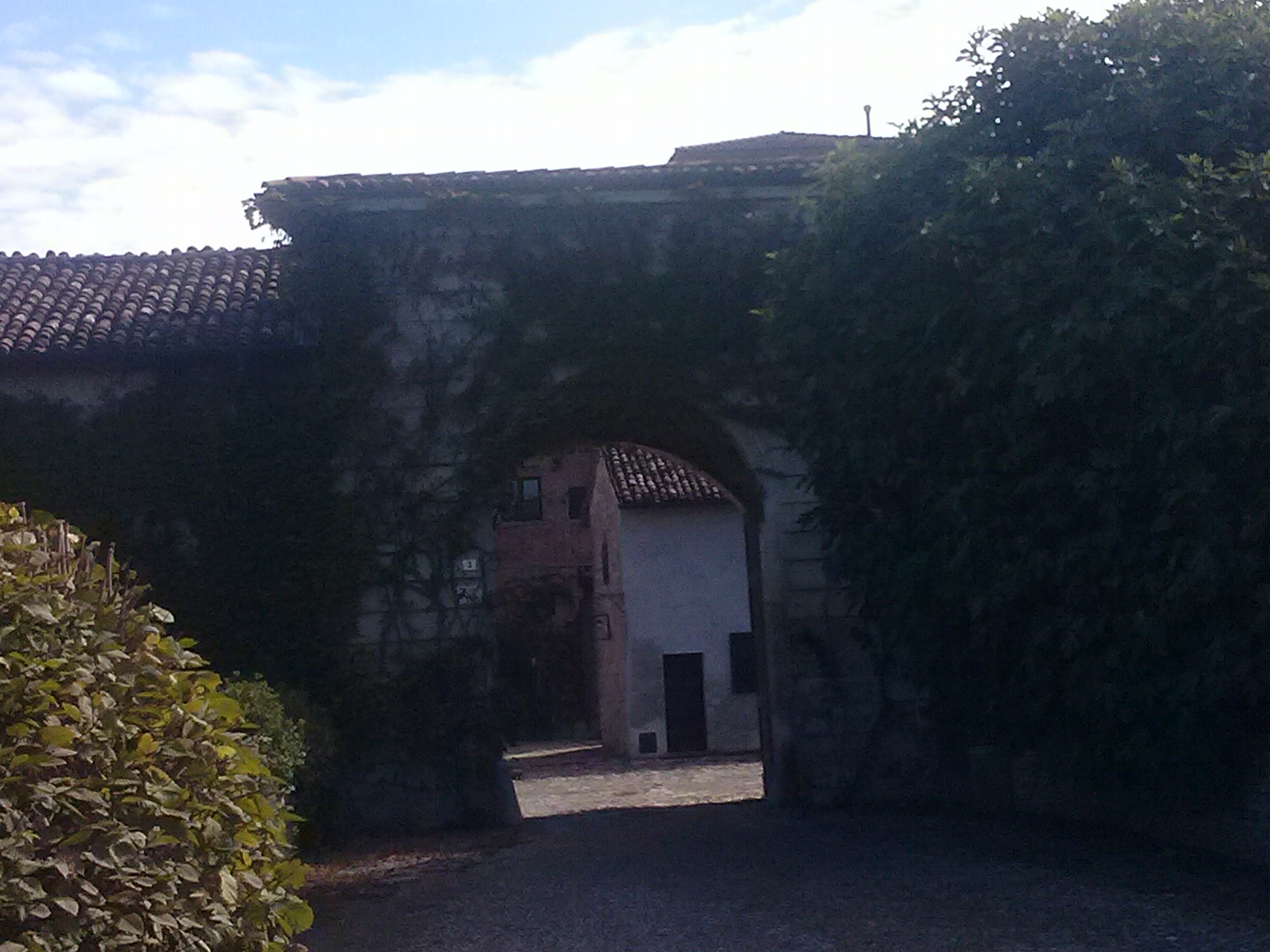
L'ingresso di Castelbosco

La zona fu teatro di aspri scontri tra guelfi e ghibellini; nell'ambito di queste contese, nel 1220 il castello di Campremnoldo Sotto fu dato alle fiamme da esponenti della fazione guelfa. Nel trecento la zona fu fedele alla famiglia Visconti nell'ambito delle guerre con il papato, costringendo nel 1373 le truppe pontificie ad un assedio per espugnare Castelvecchio.
Nel 1624 il pieno possesso della zona di Campremoldo Sopra e Sotto e dei castelli fu concesso al conte Annibale Scotti ad opera della camera ducale farnesiana presieduta da Odoardo I Farnese. Nel 1636 Castelvecchio fu saccheggiato dalle truppe spagnole nell'ambito del conflitto tra questi ultimi e i francesi appoggiati da Odoardo Farnese.
Nel 1737 a Castelbosco di Campremoldo Sopra trova la sua morte il pittore Giovanni Battista Tagliasacchi, una targa nella locale chiesa commemora questo avvenimento.
Nel 1799 la zona di Gragnano e di Rottofreno fu teatro di una battaglia tra le truppe francesi comandate dal generale MacDonald e quelle austro-russe guidate dal generale Suvorov che costrinsero i francesi alla ritirata verso La Spezia.
A seguito dell'unità d'Italia, nel 1862, il comune cambiò il proprio nome da Gragnano a Gragnano Trebbiense.

### Simboli
Lo stemma e il gonfalone sono stati concessi con regio decreto del 19 luglio 1941.
Il campo azzurro, la banda e le stelle sono una variazione dello stemma della famiglia Douglas-Scotti di Piacenza, signori del borgo dal XV secolo (d'azzurro, alla banda d'argento, accompagnata da due stelle d'oro). La spiga di grano è un'arma parlante in riferimento al toponimo Gragnano; sant'Antonino è compatrono di Piacenza.
Il gonfalone è un drappo di azzurro.

## Monumenti e luoghi d'interesse

### Architetture civili
MunicipioL'amministrazione comunale di Gragnano Trebbiense sino al 1874 non aveva una sede fissa. Il consiglio comunale si riuniva talvolta in casa di privati, sovente presso il sindaco anche se questi risiedeva fuori Comune. Le elezioni per la nomina degli amministratori comunali avevano luogo in piazza della Chiesa o nella chiesa stessa come accadde nel 1870. Il fatto provocava una vivace disapprovazione da parte della Prefettura. Nel 1863 l'Amministrazione comunale affittava come sede per i suoi uffici uno stabile in località Borgoratto. La delibera per la costruzione del nuovo edificio municipale è del 22 agosto 1872, con il sindaco l'avvocato Giuseppe Rossi. L'edificio venne ultimato nel 1874.

### Architetture religiose
Santuario della Madonna del PilastroSantuario seicentesco costruito su una preesistente cappella sorta nel luogo di un'apparizione mariana nei confronti di una giovane ragazza sordomuta avvenuta nel trecento nei pressi di un pilastro con dipinta un'immagine della Vergine Maria. Durante la costruzione dell'edificio venne inglobato nel presbiterio l'originale pilastro nei pressi del quale avvenne l'apparizione.
Chiesa parrocchiale di San Michele Arcangelointitolata a san Michele arcangelo, venne costruita alla tra il 1690 il 1700 su una preesistente cappella dedicata allo stesso Santo, la cui prima citazione risale al 1132. La facciata, realizzata durante il XIX secolo, è di gusto neoclassico ed è decorata con un affresco raffigurante San Michele in combattimento contro Satana, opera del pittore Trento Longaretti. L'edificio si caratterizza per una pianta ad aula a navata unica sulla quale si aprono lateralmente quattro cappelle.

### Architetture militari
Castello di CasaliggioCastello a pianta rettangolare successivamente trasformato per un uso rurale del quale rimane, in pessime condizioni di conservazione, solamente l'ala posta a nord. Originariamente circondato da un fossato, successivamente interrato il castello presenta pareti scarpate decorate con una cordonatura, mentre sulla facciata di aprono finestre di gusto settecentesco. Su un lato del complesso si trovano i resti di un corpo di fabbrica che originariamente svolgeva la funzione di pusterla d'accesso.
Castello di GragnaninoRealizzato nel XII secolo, fu inizialmente di proprietà del monastero di San Savino di Piacenza. Nel 1255 subì la distruzione ad opera di Oberto Pallavicino, venendo poi ricostruito e diventando di proprietà della famiglia Scotti a partire dal 1288. Nel 1759 venne riadattato a residenza nobiliare per volere di Carlo Scotti Douglas, successivamente venne circondato da un parco con elementi in stile neoromanico.
Castello di GragnanoCastello di cui sono pervenute pochissime notizie storiche, anche a causa della sua iniziale omonimia con il castello di Gragnanino che originariamente era conosciuto come Gragnano Sottano. L'unica notizia certa è che nel 1558 l'edificio era di proprietà del cavalier Alberico Barattieri. L'edificio è realizzato in laterizio e sasso e presenta una serie di finestre ad arco murate, mentre le stanze dei sotterranei sono caratterizzate da volte.
CastelvecchioCostruzione più antica della zona di Campremoldo, di edificazione incerta e già citato tra i beni della famiglia Pecorara al termine de XII secolo. Nel 1372 venne conauistato da truppe al soldo del papa che avevano invaso il piacentino, mentre nel XVII secolo subì la distruzione nel corso della guerra che vide opposto Odoardo I Farnese alla Spagna. Dell'edificio originale rimane un corpo con tracce di un ponte levatoio e una corte composta da edificio ammalorati parzialmente trasformati a uso residenziale: gran parte di queste strutture sarebbero, comunque ricostruzioni edificate sulla base dei corpi originali. Secondo una leggenda all'interno è sepolto un tesoro, mai trovato nonostante siano state condotte diverse campagne di scavi.
CastelboscoSituato nelle vicinanze del centro abitato di Campremoldo Sopra, è citato per la prima volta in un documento del 1314; nel 1482 venne ricostruito a opera di Antonio Maria Scotti. Secondo alcune versioni al suo interno trovò la morte, nel 1737, il pittore Giovanni Battista Tagliasacchi. L'edificio che presenta una pianta rettangolare con due torri, una centrale che ha subito forti rimaneggiamenti e una che è stata abbassata al livello delle mura, è stato adibito a azienda agricola e ospita il Museo della merda.
CastellaroOriginariamente posto nelle vicinanze della chiesa di San Pietro a Campremoldo Sopra, del forte non rimangono tracce, se non nel toponimo. Secondo una leggenda l'edificio nasconderebbe un passaggio segreto di collegamento con Castelvecchio.
CastelmantovaSituato nei pressi di Campremoldo Sotto, fu costruito nel XV secolo da parte di Francesco Borla, il quale aveva ottenuto la concessione dal duca di Milano. L'edificio non mostra nessuna traccia di strutture preesistenti, tuttavia alcune cronache risalenti al XIII secolo lasciano pensare che a Campremoldo Sotto esistesse un fortilizio già a partire da quel secolo. Distrutto nel 1636, venne ricostruito negli anni successivi dai conti Civardi; nel XIX secolo venne acquistato dal nobile mantovano Carlo Besini che lo rinominò in omaggio alla sua città di origine. Il castello presenta due torri poste agli angoli opposti e un cortile interno dotato di loggiato.
Caminata di San SistoFattoria rurale fortificata che passò nel 1433 tra i possedimenti del monastero di San Sisto di Piacenza venendo, in seguito a ciò, presidiato dai frati del monastero. Nel 1799, durante la battaglia della Trebbia combattuta tra le truppe francesi e quelle austro-russe, fu sede del quartier generale austro-russo ospitando il generale Suvorov. Requisito da Napoleone nel 1805, l'edificio è stato successivamente adattato a dimora signorile.

## Società

### Evoluzione demografica
Abitanti censiti

## Geografia antropica

### Frazioni

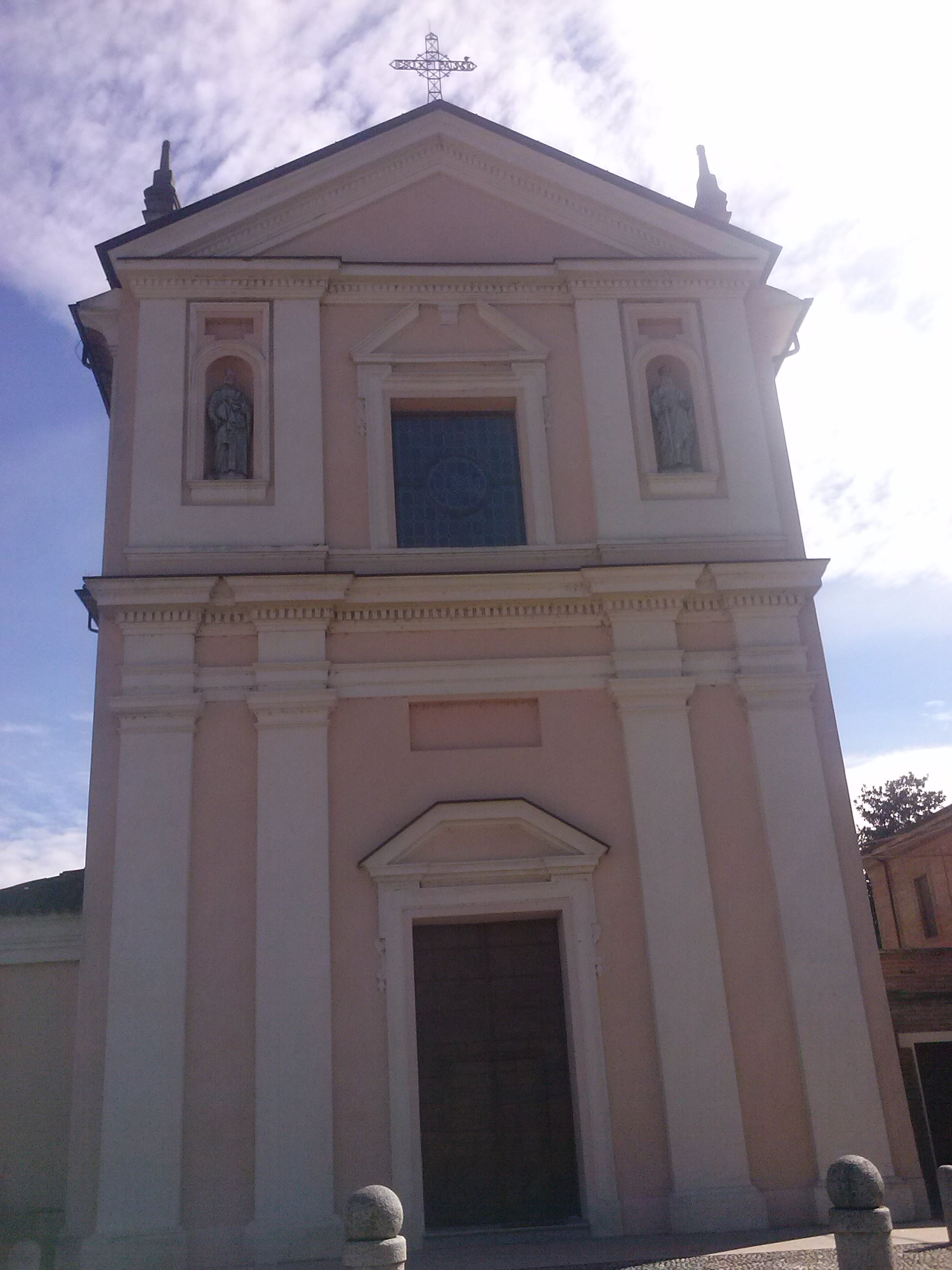
Facciata della chiesa di San Pietro a Campremoldo Sopra

Fanno parte del comune di Gragnano Trebbiense le frazioni di Casaliggio, situata circa 2,5 km a sud del capoluogo, dove si trovavano dei battelli che permettevano l'attraversamento del fiume Trebbia, Gragnanino, precedentemente nota come Gragnano Sottano, situata a 2 km dal capoluogo e dove sorgeva un castello, appartenuto alla famiglia Scotti, poi sostituito dal Palazzo dei Fugazza, Campremoldo Sotto e Campremoldo Sopra, situate a poca distanza l'una dall'altra, rispettivamente a nord e a sud della strada per Borgonovo e caratterizzate dalla presenza di alcuni castelli e della Madonna del Pilastro, situata lungo la strada per Borgonovo, appena a nord di Gragnanino, dove si trova un santuario seicentesco sorto sulle basi di una preesistente cappella nel luogo di una presunta apparizione della Vergine.

## Infrastrutture e trasporti
Il territorio comunale è attraversato dalla strada provinciale 7 di Agazzano che unisce San Nicolò a Trebbia con Agazzano, la strada provinciale 11 di Mottaziana che si dirama dalla strada provinciale 7 a Gragnanino e raggiunge Borgonovo Val Tidone, la strada provinciale 48 di Centora che collega Rottofreno con la strada provinciale 11 in territorio gragnanese e la strada provinciale 1 tangenziale sud-ovest di Piacenza che supera il fiume Trebbia con un ponte tra i comuni di Gragnano e Piacenza.
Tra il 1907 e il 1933 il comune fu servito dalla tramvia Piacenza-Agazzano, lungo la quale erano poste nel territorio gragnanese le fermate di Gragnanino, Gragnano Trebbiense e Casaliggio.

## Amministrazione
Di seguito è presentata una tabella relativa alle amministrazioni che si sono succedute in questo comune.
| Periodo        | Periodo        | Primo cittadino    | Partito                                          | Carica  | Note   |
| -------------- | -------------- | ------------------ | ------------------------------------------------ | ------- | ------ |
| 20 giugno 1985 | 9 giugno 1990  | Angelo Bergamaschi | Democrazia Cristiana                             | Sindaco | [ 27 ] |
| 9 giugno 1990  | 21 maggio 1991 | Angelo Bergamaschi | Democrazia Cristiana                             | Sindaco | [ 27 ] |
| 21 maggio 1991 | 24 aprile 1995 | Angelo Legranzini  | Partito Socialista Italiano                      | Sindaco | [ 27 ] |
| 24 aprile 1995 | 14 giugno 1999 | Gianpaolo Crespoli | Centro-sinistra e liste civiche                  | Sindaco | [ 27 ] |
| 14 giugno 1999 | 14 giugno 2004 | Gianpaolo Crespoli | Lista civica                                     | Sindaco | [ 27 ] |
| 14 giugno 2004 | 8 giugno 2009  | Andrea Barocelli   | Lista civica                                     | Sindaco | [ 27 ] |
| 8 giugno 2009  | 26 maggio 2014 | Andrea Barocelli   | Lista civica Solidarietà e Sviluppo              | Sindaco | [ 27 ] |
| 26 maggio 2014 | 27 maggio 2019 | Patrizia Calza     | Lista civica Solidarietà e Sviluppo              | Sindaco | [ 27 ] |
| 27 maggio 2019 | 9 giugno 2024  | Patrizia Calza     | Lista civica Solidarietà e Sviluppo              | Sindaco | [ 27 ] |
| 9 giugno 2024  | in carica      | Patrizia Calza     | Lista civica Per Gragnano Solidarietà e Sviluppo | Sindaco | [ 27 ] |

Gragnano Trebbiense, comune votato all'agricoltura e abitato per la maggior parte da operai e braccianti agricoli, è tradizionalmente considerata una roccaforte del centro-sinistra piacentino, e, a parte sporadici casi, ha sempre eletto sindaci e giunte legate a partiti della sinistra o liste civiche di quella estrazione politica.

### Altre informazioni amministrative
A partire dal 2006, anno di costituzione dell'ente, e fino al suo scioglimento avvenuto alla fine del 2024, Gragnano Trebbiense ha fatto parte dell'Unione Comuni Bassa Val Trebbia e Val Luretta che comprendeva diversi comuni piacentini compresi tra la bassa val Trebbia, la val Luretta e la pianura Padana. Al 2020 i comuni che facevano parte dell'unione erano, oltre a Gragnano, Calendasco, Gossolengo, Rivergaro e Rottofreno.

## Sport

### Calcio
L'ex campo sportivo, situato dietro il municipio, ospitò dal 1962 al 1975 un torneo notturno di calcio a 6 giocatori, che grazie alle partecipazioni di giocatori del calibro di Mario Da Pozzo, Giuseppe Spalazzi, Gian Nicola Pinotti, Pierino Prati, Osvaldo Bagnoli, Ambrogio Pelagalli, Washington Cacciavillani, Mauro Bicicli e altri giocatori professionisti, divenne un importantissimo richiamo per gli appassionati di calcio della zona con un'affluenza di spettatori che in sei edizioni superò complessivamente i 200 000 spettatori.
L'epopea del torneo notturno di Gragnano e la sua organizzazione ha ispirato un libro Il piccolo Maracanà del giornalista Giangiacomo Schiavi.